# Альбедиль, Фёдор Константинович
Фёдор Константинович Альбедиль (1836—1914) — русский военный педагог, генерал от артиллерии.

## Биография
Происходил из древнего рода итальянского происхождения Альбедиль. Родился 26 мая (7 июня) 1836 года; его отец — Георгиевский кавалер Константин Карлович Альбедиль.
Воспитывался в 1-м кадетском корпусе и  Дворянском полку (1854). В 1857 году окончил по 1-му разряду Михайловскую артиллерийскую академию с прикомандированием к Полоцкому кадетскому корпусу репетитором и преподавателем артиллерии. С 1863 года — преподаватель, инспектор классов во 2-м военном Константиновском училище. Прапорщик с 17.06.1854, подпоручик с 30.08.1855, поручик с 30.08.1860, штабс-капитан с 30.08.1865, капитан с 16.04.1867, полковник с 17.04.1870).
В 1873 году был командирован в Симбирск для открытия там военной гимназии, директором которой состоял с 8 августа 1873 по 17 мая 1878 года. После непродолжительного управления Владимирской Киевской военной гимназией, с 20 августа 1878 года был назначен директором 2-й Московской военной гимназии, которой руководил в течение 19 лет, до 1897 года, с 30 августа 1881 — в чине генерал-майора. За долгую и плодотворную деятельность на посту директора корпуса его имя Высочайшим указом навечно занесено в списки кадетского корпуса. В 1890 году был внесён во II часть родословной книги дворянства Московской губернии.
С 26 января 1897 года — генерал для особых поручений при Главном управлении военно-учебных заведений; был произведён в генерал-лейтенанты со старшинством от 06.12.1899. Уволен от службы по болезни в 1905 году с мундиром и пенсией, с производством в генералы от артиллерии.
В «Педагогическом сборнике» были напечатаны его статьи: «Полезны ли экзамены?», «О системе репетиций, принятой ныне в военных училищах», «Система образования, принятая в военных училищах».
Умер 14 августа 1914 года в Марино-ди-Пиза (Италия), находясь проездом в Россию. Похоронен на кладбище Тестаччо (III, I, 6, 4, tomba № 1176) в Риме (вместе с женой, дочерью А. Ф. Берленда и зятем, инженером К. Берленда).

## Награды
- орден Св. Станислава 3-й ст. (1863)
- орден Св. Станислава 2-й ст. (1870)
- орден Св. Владимира 4-й ст. (1874)
- орден Св. Анны 2-й ст. (1878)
- орден Св. Владимира 3-й ст. (1884)
- орден Св. Станислава 1-й ст. (1888)
- орден Св. Анны 1-й ст. (1892)
- орден Св. Владимира 2-й ст. (1896)
- Знак «XL лет беспорочной службы» (1895)
- Высочайшая благодарность (1901)

## Семья
Жена — дочь коллежского асессора, Екатерина Петровна Молчановская (17.11.1838, Полоцк — 13/27.09.1907, Рим).
Их дети: Владимир (29.01.1860—29.4.1904), Евгения (10.05.1861—?), Анна (16.05.1862, Полоцк — 20.08.1937, Рим), Фёдор (1863—?), Константин (24.12.1864—?), Сергей (22.08.1869 — не ранее 1916), Фёдор (10.03.1872—?).